# Lepidotrigla lepidojugulata
Lepidotrigla lepidojugulata és una espècie de peix pertanyent a la família dels tríglids.

## Hàbitat
És un peix marí, demersal i de clima tropical.

## Distribució geogràfica
Es troba al nord de la mar de la Xina Meridional.

## Observacions
És inofensiu per als humans.